# Кепилна (Селаж)
Кепилна (рум. Căpâlna) — село у повіті Селаж в Румунії. Входить до складу комуни Гилгеу.
Село розташоване на відстані 362 км на північний захід від Бухареста, 52 км на схід від Залеу, 53 км на північ від Клуж-Напоки.

## Населення
За даними перепису населення 2002 року у селі проживала 381 особа, з них 379 осіб (99,5%) румунів. Усі жителі села рідною мовою назвали румунську.